# Aseroë rubra
Aseroë rubra Labill. – gatunek grzybów należący do rodziny sromotnikowatych (Phallaceae).

## Systematyka i nazewnictwo
Pozycja w klasyfikacji według Index Fungorum: Aseroë, Phallaceae, Phallales, Phallomycetidae, Agaricomycetes, Agaricomycotina, Basidiomycota, Fungi.
Niektóre synonimy nazwy naukowej:

- Aseroë actinobola Corda 1854
- Aseroë junghuhnii Schltdl. 1847
- Aseroë muelleriana (E. Fisch.) Lloyd 1907
- Aseroë pentactina Endl. 1837
- Aseroë rubra var. actinobola 1888
- Aseroë rubra var. bogoriensis Pat. 1898
- Aseroë rubra var. brasiliensis Ulbr. 1929
- Aseroë rubra var. junghuhnii (Schltdl.) E. Fisch. 1890
- Aseroë rubra var. muelleriana E. Fisch. 1886
- Aseroë rubra var. pentactina (Endl.) E. Fisch. 1886
- Aseroë rubra var. typica E. Fisch. 1886
- Aseroë rubra var. zeylanica (Berk.) E. Fisch. 1890
- Aseroë zeylanica Berk. 1846

## Charakterystyka
W rodzimej Australii znany jest pod popularną nazwą anemone stinkhorn albo sea anemone fungus. Odznacza się specyficznym kształtem i odrażającym zapachem, który zwabia muchy roznoszące zarodniki grzyba. Był pierwszym gatunkiem grzyba opisanego z Australii; w 1800 roku okazy znalezione w południowej Tasmanii opisał francuski botanik Jacques Labillardière.